# Lilly Jannasch

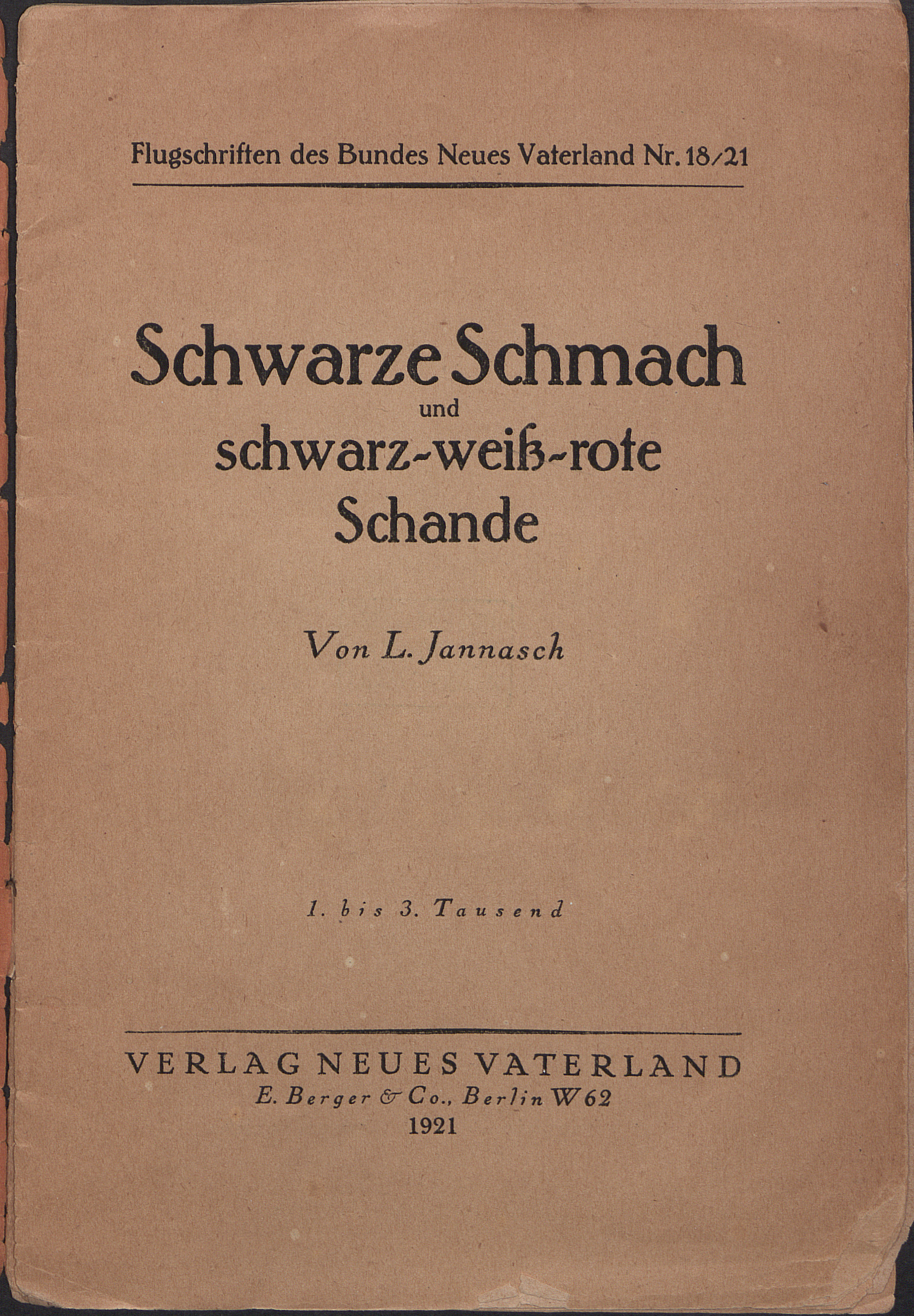
Schwarze Schmach und schwarz-weiß-rote Schande, 1921

Lilly Jannasch (auch Lilli Jannasch; * 15. März 1872; † um 1968) war eine deutsch-französische Publizistin und Verlegerin. Sie engagierte sich in der Freidenkerbewegung und war Geschäftsführerin des pazifistischen Bundes Neues Vaterland.

## Leben und Wirken
Der Großvater war Rechtsanwalt, liberaler Bürgermeister in Köthen und Vizepräsident des ersten Landtages von Anhalt-Köthen. Der Vater Robert Jannasch war Professor für Nationalökonomie mit einem Schwerpunkt auf Außenhandel, auch in den Kolonien. Die Mutter war Französin. Lilly Jannasch wuchs in Schlesien, Dresden und Berlin auf.
Spätestens seit 1904 war sie in der Frauenbewegung um Alice Salomon und in der Freidenkerbewegung um Rudolph Penzig aktiv. 1906 war sie Gründungsmitglied des Deutschen Bundes für weltliche Schule und Moralunterricht. Sie engagierte sich besonders für eine ethische Erziehung und Schulunterricht ohne religiöse Bindungen. Jürgen Oelkers sieht in ihr „eine der übersehenen Frauen der Reformpädagogik vor 1914“.
Im Oktober 1914 gründete Lilly Jannasch den Verlag Neues Vaterland, im November 1914 war sie Mitgründerin des Bundes Neues Vaterland. Dieser bemühte sich um eine baldige friedliche Beendigung des Ersten Weltkrieges und war die wichtigste pazifistische Organisation dieser Zeit. Zu den Mitgliedern gehörte Albert Einstein.
Im Februar 1916 wurde der Bund verboten, im März wurde Lilly Jannasch verhaftet und kam erst nach 14 Wochen ohne Gerichtsverfahren wieder frei.
Um 1919 zog Lilly Jannasch in das besetzte Rheinland. Dort trat sie aktiv gegen die verbreitete Diffamierung schwarzer französischer Besatzungssoldaten (Schwarze Schmach) auf. 1924 publizierte sie ein Buch über Die Untaten des preußischen Militarismus im besetzten Frankreich und Belgien und erhielt daraufhin eine Anklage vor dem Reichsgericht wegen Hochverrat und Veröffentlichung militärischer Geheimnisse. Diese wurde jedoch abgewiesen. Danach zog sie sich aus allen politischen und publizistischen Aktivitäten zurück.
Um 1933 emigrierte Lilly Jannasch. Spätestens seit 1936 lebte sie im französischen Strasbourg. Dort war sie zeitweise als Graphologin tätig.
Ihr weiteres Leben ist unbekannt.

## Veröffentlichungen
Lilly Jannasch schrieb Artikel in verschiedenen Zeitschriften, wie Ethische Kultur (um 1904–um 1912) und Die Friedens-Warte (um 1921–1924).
Ihre wichtigsten Werke waren
- Schwarze Schmach und schwarz-weiß-rote Schande, 1921, gegen die Diffamierung schwarzer Besatzungssoldaten Digitalisat 1, 2
- Die Untaten des preußischen Militarismus im besetzten Frankreich und Belgien, 1924, übersetzt in das Spanische und Englische, über deutsche Kriegsverbrechen im Ersten Weltkrieg